# La Vie en plus (film)
Pour les articles homonymes, voir La Vie en plus.
Pour plus de détails, voir Fiche technique et Distribution.
La Vie en plus ou Les surprises de la vie au Québec (She's Having a Baby) est une comédie romantique américaine réalisée par John Hughes, sortie en 1988.

## Synopsis
À Chicago, un jeune homme doit affronter les affres du mariage et de la vie de couple, entre l'envie de conserver sa vie de garçon, l'amour qu'il porte à sa nouvelle épouse, et leurs parents respectifs pressés d'avoir des petits-enfants...

## Fiche technique
Sauf indication contraire, les informations mentionnées dans cette section peuvent être confirmées par la base de données cinématographiques IMDb,  présente dans la section « Liens externes ».
- Titre français : La vie en plus
- Titre québécois : Les surprises de la vie
- Titre original : She's Having a Baby
- Réalisation et scénario : John Hughes
- Montage : Alan Heim
- Décors : John W. Corso
- Costumes : April Ferry
- Musique : Stewart Copeland
- Photographie : Donald Peterman
- Production : John Hughes

Producteur délégué : Ronald Colby
Producteur associé : William H. Brown
- Sociétés de production : Hughes Entertainment et Seven Stars Film Partners
- Distribution : Paramount Pictures (États-Unis)
- Genre : comédie romantique, comédie dramatique
- Durée : 106 minutes
- Format : couleur et noir et blanc - 1.85:1 - 35 mm
- Langue originale : anglais
- Budget : 20 millions de dollars[1]
- Dates de sortie :
  - États-Unis : 5 février 1988
  - France : 3 mai 1989

## Distribution
- Kevin Bacon (VF : Dominique Collignon-Maurin) : Jefferson « Jake » Edward Briggs
- Elizabeth McGovern : Kristen « Kristy » Briggs
- Alec Baldwin (VF : Daniel Russo) : Davis McDonald, le meilleur ami de Jake
- William Windom : Russ Bainbridge, le père de Kristy
- Cathryn Damon : Gayle Bainbridge, la mère de Krist
- James Ray : Jim Briggs, le père de Jake
- Holland Taylor : Sarah Briggs, la mère de Jake
- Paul Gleason (VF : Patrick Poivey) : Howard, un patron de Jake
- Dennis Dugan (VF : Jean-Pierre Leroux) : Bill, un patron de jake
- John Ashton (VF : Michel Vocoret) : Ken, un voisin
- Larry Hankin (VF : Jacques Bouanich) : Hank, un voisin
- Edie McClurg : Lynn
- Nancy Lenehan : Cynthia
- Isabel García Lorca (VF : Virginie Ledieu) : la fille du rêve
- Valerie Breiman : Erin
- Bill Erwin : le grand-père à l'église
- Lili Taylor : la fille du cabinet médical
- Kellye Nakahara : l'infirmière de l'hôpital
- Lisa Niemi : un mannequin
- Gail O'Grady : Laura

Et en caméo dans le générique de fin (proposant des idées de prénom pour le fils de Jake et Kristy) :
- Kirstie Alley : elle-même
- Dan Aykroyd (VF : Jean-Pierre Moulin) : Roman Craig dans Vacances très mouvementées
- Matthew Broderick : Ferris Bueller
- John Candy (VF : Michel Vocoret) : Chet Ripley dans Vacances très mouvementées
- Dyan Cannon : elle-même
- Belinda Carlisle : elle-même
- Stewart Copeland : lui-même
- Ted Danson : lui-même
- Judi Evans : elle-même
- Woody Harrelson : lui-même
- Robert Hays : lui-même
- Amy Irving : elle-même
- Magic Johnson : lui-même
- Michael Keaton : lui-même
- Joanna Kerns : elle-même
- Elias Koteas : lui-même
- Penny Marshall : elle-même
- Bill Murray (VF : Patrick Poivey) : lui-même
- Olivia Newton-John : elle-même
- Roy Orbison : lui-même
- Cindy Pickett (en) : la mère de Ferris Bueller
- Bronson Pinchot : lui-même
- Annie Potts : elle-même
- John Ratzenberger : lui-même
- Ally Sheedy : elle-même
- Lyman Ward : le père de Ferris Bueller
- Wil Wheaton : lui-même
- Chris Young : Buck Ripley dans Vacances très mouvementées
- Warren Zevon : lui-même

## Production
John Travolta a été envisagé pour le rôle principal.
Comme la plupart des films de John Hughes, le tournage de La Vie en plus a lieu de septembre à décembre 1986 dans l'Illinois, notamment à Chicago (musée Field, Near North Side, ...), Skokie, Northbrook, Winnetka, Glencoe.

## Bande originale
La musique originale du film est composée par Stewart Copeland, ancien batteur du groupe The Police. C'est l'un des rares films de John Hughes où la musique n'est pas signée par Ira Newborn avec The Breakfast Club (Keith Forsey) et La P'tite Arnaqueuse (Georges Delerue). L'album de la bande originale ne contient pas les compositions de Stewart Copeland. Dans le film, on peut entendre How Sweet It Is (To Be Loved by You) de Marvin Gaye, qui n'est pas sur l'album.
Liste des titres
1. She's Having a Baby – Dave Wakeling (en)
2. Haunted When the Minutes Drag – Love and Rockets
3. Desire (Come and Get It) – Gene Loves Jezebel
4. Happy Families – XTC
5. Crazy Love – Bryan Ferry
6. You Just Haven't Earned It Yet, Baby – Kirsty MacColl
7. Apron Strings – Everything but the Girl
8. This Woman's Work – Kate Bush
9. It's All in the Game – Carmel
10. Full of Love – Dr. Calculus

## Accueil
Le film reçoit globalement des critiques mitigées. Sur l'agrégateur américain Rotten Tomatoes, il reçoit seulement 40% d'opinions favorables pour 40 critiques. Le célèbre critique Roger Ebert du Chicago Sun-Times lui donne la note de 2⁄4 mais apprécie la performance de Kevin Bacon
Elizabeth McGovern
Le film est également un échec au box-office, avec seulement 16 031 707 $ de recettes aux États-Unis. Cela affecte beaucoup John Hughes, qui le décrit comme un film très personnel. En France, le film totalise 32 795 entrées.

## Commentaires
John Hughes a tourné ce film en 1986, soit quelques mois avant celui de Un ticket pour deux, qui est cependant sorti en salles avant, en raison de problèmes durant la postproduction de La Vie en plus. Par ailleurs, dans Un ticket pour deux, on peut voir un extrait du film à la télévision en arrière plan.
La plaque d'immatriculation de la BMW est SHAB. Il s'agit de l'acronyme du titre original du film.
Le réalisateur Kevin Smith, grand fan de John Hughes, dit que c'est son film préféré dans l’œuvre du cinéaste. Il ironise en disant que le film l'a beaucoup inspiré pour son film Père et Fille (2004), qui lui aussi été un échec public et critique.